# Arsonists Get All the Girls
Arsonists Get All the Girls est un groupe américain de heavy metal, originaire de Santa Cruz, en Californie. Formé en 2005, le groupe est connu pour son mélange de différents genres, en particulier les premières années du metal extrême avec différents styles de musique électronique. Arsonists quitte le label Century Media en 2011 et devient indépendant. Ils se séparent en mai 2015, mais se réunissent l'année suivante,.

## Historique
Arsonists Get All the Girls est formé à Santa Cruz, en Californie à la mi-2005, à l'origine comme blague entre amis. En 2005, Arsonists Get All The Girls comprend le chanteur Alex, Arthur à la guitare, Pat à la basse, Garin à la batterie, et le cousin d'Arthur, Jeff, aux claviers. AGATG voit deux de ses membres (Alex et Jeff) quitter le groupe ; ils recrutent Cameron (Treachery's Wake, chant) et Nick (guitare). Ils feront partie de la formation 2007. Le groupe se dirige ensuite en studios pour enregistrer avec Zach Ohren (Animosity, Taste of Blood, Entragian, MORIA, etc.) au Castle Ultimate, The Game of Life. En novembre 2007, le bassiste Patrick Mason décède d'intoxication liée à l'alcool.
Le groupe se sépare en mai 2015. Le 15 avril 2016, le groupe publie sur Facebook la phrase Arsonists 2016?, qui mènera à des rumeurs entre fans sur une éventuelle réunion. Cette réunion est confirmée le 16 juillet 2016.

## Membres

### Membres actuels
- Garin Rosen – batterie (depuis 2005)
- Sean Richmond – chant, claviers (depuis 2008)
- Joey Souza - basse (depuis 2017)
- Brett Roos - guitare (depuis 2017)

### Anciens membres
- Jaeson Bardoni - guitare (2008-2014)
- Kyle Stacher - basse (2014-2015)
- Travis Levitre - chant (2015)
- Jared Monette – chant (2009–2013)
- Alex – chant (2005)
- Jeffery Montague – clavier (2005)
- Adam Trowbridge – guitare (2005–2006)
- Patrick Mason – basse (2005–2007, décédé)
- Nick Cardinelli – guitare (2005–2008)
- Cameron Reed – claviers (2005–2009)
- Arthur Alvarez – guitare (2005–2013)
- James Lucas – guitare (2005–2006)
- Adam Swan – basse (2007–2008)
- Derek Yarra – guitare (2008-2009)
- Steve Dean – basse (2008-2009)
- Greg Howell - basse (2009-2014, 2016-2017)
- Ronnie Smith - guitare (2014-2015)
- Remi Rodberg - claviers (2005-2007, 2012-2016)

## Discographie
- 2006 : Hits from the Bow
- 2007 : The Game of Life
- 2009 : Portals
- 2011 : Motherland[4]
- 2013 : Listen to the Color